# Стрибки у воду на Чемпіонаті світу з водних видів спорту 2017 — вишка, 10 метрів (чоловіки)
Змагання зі стрибків у воду з десятиметрової вишки серед чоловіків на Чемпіонаті світу з водних видів спорту 2017 відбулися 21 і 22 липня.

## Результати
Попередній раунд розпочався 21 липня о 10:00. Півфінал розпочався 21 липня о 15:30. Фінал відбувся 22 липня о 17:00.
Зеленим позначено фіналістів
Блакитним позначено півфіналістів
| Місце | Стрибун                | Країна                   | Попередній раунд | Попередній раунд | Півфінал   | Півфінал   | Фінал      | Фінал      |
| Місце | Стрибун                | Країна                   | Очки             | Місце            | Очки       | Місце      | Очки       | Місце      |
| ----- | ---------------------- | ------------------------ | ---------------- | ---------------- | ---------- | ---------- | ---------- | ---------- |
| 1     | Томас Дейлі            | Велика Британія          | 515.10           | 3                | 498.65     | 2          | 590.95     | 1          |
| 2     | Чень Айсень            | Китай                    | 553.50           | 1                | 488.55     | 3          | 585.25     | 2          |
| 3     | Ян Цзянь               | Китай                    | 521.65           | 2                | 441.75     | 11         | 565.15     | 3          |
| 4     | Олександр Бондар       | Росія                    | 436.30           | 10               | 509.10     | 1          | 484.80     | 4          |
| 5     | Максим Долгов          | Україна                  | 432.50           | 11               | 413.55     | 12         | 484.70     | 5          |
| 6     | Девід Дінсмор          | США                      | 429.95           | 12               | 483.10     | 4          | 479.75     | 6          |
| 7     | Бенджамін Оффре        | Франція                  | 406.80           | 17               | 467.70     | 7          | 469.35     | 7          |
| 8     | Віктор Мінібаєв        | Росія                    | 466.30           | 5                | 463.40     | 8          | 463.60     | 8          |
| 9     | Рандал Вільярс Вальдес | Мексика                  | 441.85           | 8                | 463.25     | 9          | 452.35     | 9          |
| 10    | У Ха Рам               | Південна Корея           | 441.30           | 9                | 442.60     | 10         | 435.60     | 10         |
| 11    | Рі Хьон-дзю            | Північна Корея           | 488.70           | 4                | 468.80     | 6          | 434.85     | 11         |
| 12    | Метті Лі               | Велика Британія          | 445.40           | 7                | 472.35     | 5          | 423.55     | 12         |
| 13    | Домонік Бедгуд         | Австралія                | 450.30           | 6                | 404.45     | 13         | Не пройшли | Не пройшли |
| 14    | Тімо Бартель           | Німеччина                | 413.90           | 14               | 387.05     | 14         | Не пройшли | Не пройшли |
| 15    | Владімір Барбу         | Італія                   | 404.95           | 18               | 380.30     | 15         | Не пройшли | Не пройшли |
| 16    | Андрес Вільяреал       | Мексика                  | 414.55           | 13               | 379.95     | 16         | Не пройшли | Не пройшли |
| 17    | Хесус Лірансо          | Венесуела                | 407.55           | 16               | 373.05     | 17         | Не пройшли | Не пройшли |
| 18    | Деклан Стейсі          | Австралія                | 409.45           | 15               | 305.00     | 18         | Не пройшли | Не пройшли |
| 19    | Вадим Каптур           | Білорусь                 | 396.20           | 19               | Не пройшли | Не пройшли | Не пройшли | Не пройшли |
| 20    | Вінсан Ріндо           | Канада                   | 389.25           | 20               | Не пройшли | Не пройшли | Не пройшли | Не пройшли |
| 21    | Етан Пітман            | Канада                   | 386.50           | 21               | Не пройшли | Не пройшли | Не пройшли | Не пройшли |
| 22    | Володимир Арутюнян     | Вірменія                 | 375.50           | 22               | Не пройшли | Не пройшли | Не пройшли | Не пройшли |
| 23    | Флоріан Фандлер        | Німеччина                | 375.05           | 23               | Не пройшли | Не пройшли | Не пройшли | Не пройшли |
| 24    | Кім Йон Нам            | Південна Корея           | 361.10           | 24               | Не пройшли | Не пройшли | Не пройшли | Не пройшли |
| 25    | Хьон Іль Мьонг         | Північна Корея           | 357.20           | 25               | Не пройшли | Не пройшли | Не пройшли | Не пройшли |
| 26    | Джордан Віндл          | США                      | 351.75           | 26               | Не пройшли | Не пройшли | Не пройшли | Не пройшли |
| 27    | Крістіан Сомхеді       | Угорщина                 | 349.85           | 27               | Не пройшли | Не пройшли | Не пройшли | Не пройшли |
| 28    | Кадзукі Муракамі       | Японія                   | 349.70           | 28               | Не пройшли | Не пройшли | Не пройшли | Не пройшли |
| 29    | Ізаак Соуза            | Бразилія                 | 348.90           | 29               | Не пройшли | Не пройшли | Не пройшли | Не пройшли |
| 30    | Маттія Плачіді         | Італія                   | 346.00           | 30               | Не пройшли | Не пройшли | Не пройшли | Не пройшли |
| 31    | Хейнклер Агірре        | Куба                     | 342.40           | 31               | Не пройшли | Не пройшли | Не пройшли | Не пройшли |
| 32    | Юсманді Пас            | Куба                     | 330.00           | 32               | Не пройшли | Не пройшли | Не пройшли | Не пройшли |
| 33    | Джонатан Чань          | Сінгапур                 | 328.00           | 33               | Не пройшли | Не пройшли | Не пройшли | Не пройшли |
| 34    | Лоїс Шимчак            | Франція                  | 324.60           | 34               | Не пройшли | Не пройшли | Не пройшли | Не пройшли |
| 35    | Чев Ївей               | Малайзія                 | 323.85           | 35               | Не пройшли | Не пройшли | Не пройшли | Не пройшли |
| 36    | Хуан Реєс              | Колумбія                 | 317.65           | 36               | Не пройшли | Не пройшли | Не пройшли | Не пройшли |
| 37    | Кевін Гарсія           | Колумбія                 | 313.85           | 37               | Не пройшли | Не пройшли | Не пройшли | Не пройшли |
| 38    | Юссеф Еззат            | Єгипет                   | 295.70           | 38               | Не пройшли | Не пройшли | Не пройшли | Не пройшли |
| 39    | Мохаб Мохімен          | Єгипет                   | 293.55           | 39               | Не пройшли | Не пройшли | Не пройшли | Не пройшли |
| 40    | Франдіель Гомес        | Домініканська Республіка | 282.10           | 40               | Не пройшли | Не пройшли | Не пройшли | Не пройшли |
| 41    | Вартан Баяндурян       | Вірменія                 | 280.90           | 41               | Не пройшли | Не пройшли | Не пройшли | Не пройшли |
| 42    | Ауреліан Драгомір      | Румунія                  | 278.35           | 42               | Не пройшли | Не пройшли | Не пройшли | Не пройшли |